# Lockheed EC-130H Compass Call
Il Lockheed EC-130H Compass Call è un velivolo da guerra elettronica adoperato dalla United States Air Force. Si tratta di una versione modificata del Lockheed C-130 Hercules, volta ad ostacolare le comunicazioni nemiche di comando e controllo, condurre operazioni offensive di controinformazione e mettere in atto varie tipologie di contromisure elettroniche. Sono previsti ulteriori miglioramenti del velivolo che aggiungeranno la capacità di confrontarsi con radar a lungo raggio (early-warning radar) radar d'acquisizione. Stazionati presso la Davis-Monthan Air Force Base in Arizona, gli EC-130H possono essere dispiegati in tutto il mondo in breve tempo per supportare le operazioni alleate tattiche aeree, terrestri e speciali.
L'EC-130H è uno dei tre principali velivoli da guerra elettronica adoperati dagli Stati Uniti d'America, assieme al Boeing E/A-18G Growler e al General Dynamics F-16 Fighting Falcon. Tutti e tre questi velivoli sono in grado di abbattere le difese aeree nemiche e al contempo disturbare le comunicazioni, i radar e gli obbiettivi di comando e controllo nemici.
Nel settembre 2017, la United States Air Force ha annunciato che la società L3 Technologies sarà incaricata di gestire il processo di sviluppo e integrazione dei sistemi per un futuro velivolo Compass Call basato sul business jet Gulfstream G550. L'EC-37B, a sua volta basato sul G550, è stato selezionato come  piattaforma per il nuovo velivolo Compass Call.

## Progetto

### Equipaggio
Il velivolo EC-130H ospita un equipaggio da battaglia di 13 persone. Di questi, quattro si occupano delle operazioni di volo e navigazione (Comandante del velivolo, Copilota, Navigatore e Ingegnere di volo), mentre i restanti nove membri adoperano l'equipaggiamento e la strumentazione di guerra elettronica in dotazione al velivolo integrata nella sezione cargo del velivolo. L'equipaggio della missione comprende il Comandante dell'equipaggio della missione (un ufficiale di guerra elettronica), l'Ufficiale per i sistemi d'arma (un ufficiale di guerra elettronica), il Supervisore dell'equipaggio della missione (un linguista crittologo di esperienza), quattro Operatori per l'analisi (quattro linguisti), un Operatore per l'acquisizione e un Tecnico manutentore di velivoli.

## Storia

### Sviluppo
Gli EC-130H fanno parte dei Block (serie) 20/30/35 dei C-130. La conversione di tutta la flotta all'ultima serie, la 35, con una nuova sistemazione degli spazi interni e nuovi software operativi, è prevista per il 2011.

### Impiego
Il Compass Call ha preso parte con successo a numerose operazioni militari condotte dall'USAF, come la guerra del Kosovo, l'invasione di Panamá, la guerra del Golfo e la guerra in Afghanistan.
Attualmente tutti i Compass Call sono parte del 55th Electronic Combat Group di stanza alla Davis-Monthan Air Force Base in Arizona.

## Utilizzatori
Stati Uniti
- United States Air Force

14 EC-130H entrati in servizio a partire dal 1983 e tutti in servizio novembre 2019.
Air Combat Command
55th Wing - 55th Electronic Combat Group, Davis-Monthan AFB, Arizona
41st Electronic Combat Squadron
43rd Electronic Combat Squadron
 Taiwan
- Chung-Hua Min-Kuo K'ung-Chün

1 EC-130H ottenuto nel 1997, convertendo uno dei venti esemplari da trasporto consegnati.